# Warm Kitty
"Warm Kitty" é uma música infantil, popularizada por uma aparição no seriado estadunidense The Big Bang Theory, cantado pelos personagens Sheldon e Penny. "Soft Kitty", onde é referenciado com a música "Warm Kitty". Foi escrita por Edith Newlin, e ainda está sob direitos autorais. A música foi tirada de uma canção infantil tradicional inglesa, "Little bird, have you heard...", na qual as palavras deveriam se enquadrar com a nova versão de fala dos Estados Unidos. A música também está intimamente relacionada à canção popular alemã chamada "Hänschen klein". Em Portugal, existe uma versão da mesma canção: "O balão do João".
Em The Big Bang Theory, as letras são "Soft Kitty, Warm Kitty, little ball of fur, Happy Kitty, Sleepy Kitty, purr purr, purr." Esta é cantada por Sheldon, Penny, e a mãe de Sheldon, Mary Cooper. Eles cantam um para o outro quando um deles está doente.
Versões da canção foram lançados por crianças australianas de Patsy Biscoe, e pelo programa de TV infantil da emissora de TV Australian Broadcasting Corporation, chamado Playschool.
No Natal de 2011, houve uma versão de "Soft Kitty" num urso de pelúcia cantando a música de The Big Bang Theory